# Momiji Nishiya
Momiji Nishiya (ur. 30 sierpnia 2007 w Matsubarze) – japońska skaterka. Uczestniczka Letnich Igrzysk Olimpijskich 2020 i zdobywczyni złotego medalu w kategorii street kobiet.

## Życiorys
Urodziła się 30 sierpnia 2007 roku w Matsubarze.
Na deskorolce zaczęła jeździć pod wpływem starszego brata w wieku 5 lub 6 lat. Trenowała po kilka godzin dziennie w pobliskim parku miejskim.
W czerwcu 2021 roku w Rzymie zdobyła drugie miejsce na mistrzostwach świata w skateboardingu w kategorii street kobiet, zdobywając awans na Letnie Igrzysk Olimpijskich 2020, podczas których skateboarding debiutował jako konkurencja. Zawody odbyły się 25 lipca 2021 r. w Ariake Urban Sports Park. W kwalifikacjach zajęła drugie miejsce z wynikiem 15,40, natomiast w finale zajęła pierwsze miejsce z ostatecznym wynikiem 15,26.
Została najmłodszą złotą medalistką Japonii. W momencie zdobycia medalu miała 13 lat i 330 dni. Poprzedni rekord należał do Kyōko Iwasaki z Igrzysk Olimpijskich w Barcelonie w 1992 roku, która zdobyła złoty medal, mając 14 lat i 6 dni. Została także pierwszym japońskim medalistą urodzonym w XXI wieku. Młodszą od niej złotą medalistką była tylko Marjorie Gestring, która wygrała złoto w skokach z trampoliny na igrzyskach w Berlinie w 1936 roku, mając 13 lat i 267 dni.
W 2024 roku nie zakwalifikowała się na Letnie Igrzyska Olimpijskie w Paryżu.